# Hemiptarsenus strigiscuta
Hemiptarsenus strigiscuta är en stekelart som beskrevs av Zhu, Lasalle och Huang 2000. Hemiptarsenus strigiscuta ingår i släktet Hemiptarsenus och familjen finglanssteklar. Inga underarter finns listade i Catalogue of Life.